# Testa o croce (Modà)
Testa o croce è il settimo album in studio del gruppo musicale italiano Modà, pubblicato dalla Believe Distribution Services il 4 ottobre 2019.
Il 13 novembre 2020 è uscita una riedizione dell'album dal titolo Testa o croce (2020 Edition) contenente quattro inediti e una traccia bonus.

## Antefatti
Le canzoni sono nate dagli incontri avuti da Kekko Silvestre con persone qualunque, con cui instaurava un dialogo volto a conoscere il loro passato. Da queste storie ha tratto ispirazione per la scrittura dei singoli brani dell'album.

## Tracce
1. Testa o croce – 3:34
2. Quel sorriso in volto – 4:01
3. Puoi leggerlo solo di sera – 4:14
4. Quelli come me – 3:36
5. Per una notte insieme – 3:21
6. Voglio solo il tuo sorriso – 3:51
7. Una vita non mi basta – 3:28
8. Non respiro – 4:02
9. La fata – 4:12
10. Non te la prendere – 3:38
11. Love in the '50s – 3:47
12. Guarda le luci di questa città – 4:18
13. Quel sorriso giogiò – 3:57 – bonus track

Tracce bonus della  (2020 Edition)
1. Cuore di cemento – 3:45
2. Chicco biondo – 3:45
3. Boogie love – 3:29
4. E poi ti penti (Demo version) – 3:30

## Classifiche

### Classifiche settimanali
| Classifica (2019) | Posizione massima |
| ----------------- | ----------------- |
| Italia            | 2                 |
| Svizzera          | 20                |

### Classifiche di fine anno
| Classifica (2019) | Posizione |
| ----------------- | --------- |
| Italia            | 40        |